# Josef Schrefel
Josef Schrefel (* 11. Februar 1945 in Göstling an der Ybbs) ist ein ehemaliger österreichischer Politiker (ÖVP) und Landwirt. Schrefel war von 1994 bis 1999 Abgeordneter zum Österreichischen Nationalrat. 
Schrefel besuchte zwischen 1951 und 1955 die Volksschule in Göstling und im Anschluss bis 1959 die örtliche Hauptschule. Danach absolvierte er von 1959 bis 1962 die land- und forstwirtschaftliche Berufsschule und von 1962 bis 1965 die landwirtschaftliche Fachschule. Er leistete 1965 den Präsenzdienst ab und war ab 1971 als Landwirt tätig. Er bewirtschaftet mit seiner Gattin den Bauernhof Ort in Lassing und war zudem als Landeskammerrat und Landesobmann der Niederösterreichischen Alm- und Weidewirtschaft aktiv. Zudem war er Obmann des Maschinenringes Ybbstal und der Fernwärmegenossenschaft Göstling. Ihm wurde der Berufstitel Ökonomierat verliehen.
Politisch war Schrefel zwischen 1980 und 2005 als Gemeinderat in Göstling aktiv, wobei er zwischen 1985 und 1995 das Amt eines geschäftsführenden Gemeinderats in Göstling innehatte. Er wurde 1980 zum Ortsparteiobmann-Stellvertreter der ÖVP Göstling gewählt und wirkte zudem ab 1980 als Bezirksbauernratsobmann von Gaming. Schrefel vertrat die ÖVP vom 7. November 1994 bis zum 28. Oktober 1999 im Nationalrat und schied 1999 aus dem Nationalrat aus, nachdem er bei der Listenerstellung der ÖVP Niederösterreich auf einen hinteren Listenplatz gereiht wurde.

## Auszeichnungen
- 2005: Goldene Verdienstmedaille der Marktgemeinde Göstling[1]
- 2009: Goldene Medaille für Verdienste um die Republik Österreich[3]